# Léo Walk
 (janvier 2025).
 (avril 2025).
Si vous disposez d'ouvrages ou d'articles de référence ou si vous connaissez des sites web de qualité traitant du thème abordé ici, merci de compléter l'article en donnant les références utiles à sa vérifiabilité et en les liant à la section « Notes et références ».
Léo Handtschoewercker dit Léo Walk, né le 16 novembre 1994 à Champigny-sur-Marne, est un mannequin, danseur et chorégraphe de breakdance ainsi que de contemporain. Il est aussi un créateur de vêtements et réalisateur de clip vidéo.
Il est co-fondeur avec Gary Neveu de la marque de vêtements parisienne « Walk in Paris ».

## Biographie
Il est fils d'un père musicien. À l'âge de 4 ans, sa mère l'inscrit à des cours d'éveil de danse et dès 5-6 ans, il commence à prendre des cours de danse classique.  
Il n'est pas interessé par l'école dans sa jeunesse. « Mon père raconte souvent que je serais rentré de mon premier jour en criant : ‘Mais c’est ça l’école ? ! On reste assis sur une chaise à écouter quelqu’un qui nous soûle toute la journée ?’ », dit-il dans l'émission C à vous.  Il commence à 6 ans la capoeira qu'il trouve  « pas assez sportif  ».  
Alors qu'il n'a que 7 ans, il assiste à sa première Battle de Breakdance. Et c'est à dès 8 ans il commence à pratiquer cette discipline.[réf. nécessaire]
Il est diagnostiqué à ses 15 ans de tdah (trouble du déficit de l'attention avec ou sans hyperactivité). Un trouble qu'il canalise grâce à la danse, notamment en participant à des battles de breakdance avec sa compagnie Battle J.  
A 15 ans, Thony Maskot le surnome « Léo Walk », formé à partir du nom d'un pas de danse lui causant des difficultés.[réf. nécessaire]
En 2013, il décroche un solo dans un spectacle de Thierry Mugler. Puis en 2014, il fait une tournée de trois ans aux côtés de l’interprète de Tilted, Christine and The Queens. Marion Motin est la chorégraphe du projet.[réf. nécessaire]
Il dansera pour Christine and the queens (chanteuse de pop) pendant 3 ans. Ils sont passés sur la chaine américaine NBC dans l'émission de Jimmy Fallone, « The tonight show starring Jimmy Fallone » en octobre 2016. [réf. nécessaire]
En 2018, il crée sa propre troupe, la compagnie de danse « la marche bleue », constituée d'un groupe de 9 jeunes amis danseurs professionnels. 
À 25 ans, il se fait connaître grâce à ses vidéos sur YouTube.     
En février 2020, avec sa compagnie de danse « la marche bleue », il ouvre la cérémonie des césars au côté de Florence Foresti. La même année il apparait dans des émissions de télévisions grands publics.     
Il crée en 2020 son premier spectacle, « Première ride » avec sa compagnie « la marche bleue »  et initialement prévu pour le Bataclan mais en raison de la crise sanitaire le spectacle se joue à l'Olympia.

## Style artistique
Il définit son style artistique par le terme de « walkance ». Pour lui, c'est un groupe d'amis qui défendent leurs valeurs avec une sensibilité artistique dans un univers street. Il le définit par : « c'est tout ce que j'amène autour de la danse (mes amis, ma marque, mon collectif…), tout ce qui englobe notre mouvement ».
Selon Léo Walk la musique et la danse se définissent en quatre mots « le corps », « la musicalité », « l'espace » et le « feeling ».    
Pour lui ses inspirations dans la danse sont Pina Bausch, la Batsheva, Marion Motin et Damien Jalet.[réf. nécessaire]
Le pas de danse Walk se caractérise par un mouvement de hanche en avant. Ce pas de danse est un peu la marque de fabrique de Léo.[réf. nécessaire]
C'est un artiste que l'on retrouve autant sur de la breakdance que sur du contemporain.[réf. nécessaire]

## Vie privée
Léo Walk a été en couple avec la chanteuse belge Angèle, de 2017 à 2019. Ils se sont rencontrés par l'intermédiaire de son ami, Roméo Elvis, le frère aîné de cette dernière.

## Filmographie
- 2022 : En corps de Cédric Klapisch : un danseur de la battle[réf. nécessaire]